# Jan Stephan Ligenza Kurdwanowski
Jan Stephan Ligenza Kurdwanowski auch Jean-Étienne Ligenza Kurdwanowski geschrieben (* 26. Dezember 1680 in Radzanów; † 21. Juni 1780 in Lunéville) war ein polnischer Arzt und Enzyklopädist.

## Leben und Wirken
Durch den polnischen König und Großfürsten von Litauen Stanislaus I. Leszczyński, der durch seine Schwiegervaterschaft mit dem französischen Königshaus in Verbindung stand, fand er seinen Weg nach Frankreich. Für Stanislaus I. Leszczyński war er als Attaché tätig. In Frankreich trat er in der Armee ein und wurde als Offizier zunächst capitaine und später commandant de bataillon und schließlich in der Funktion als lieutenant-colonel tätig. Als Gentilhomme war er für Katharina Opalińska der Ehefrau von Stanislaus I. Leszczyński tätig.
Seit dem 28. Juni 1753 war er Mitglied der Königlich-Preußischen Akademie der Wissenschaften. Für die Encyclopédie von Denis Diderot und Jean-Baptiste le Rond d’Alembert schrieb er einen Artikel über die Pile.